# Tom Erdimi
Tom Erdimi, né le 12 juillet 1955 à Kéoura (nord-est de l'Ennedi), est un homme politique tchadien, membre de l'ethnie Zaghawa.
Frère jumeau de Timan Erdimi, il est le cousin du président tchadien Idriss Déby, auquel il s'oppose de décembre 2005 à 2022. Erdimi est emprisonné en Égypte de 2020 à 2022 de manière secrète. Libéré à la demande du Tchad, il est nommé ministre de l'Enseignement supérieur en octobre 2022.

## Biographie
Il est le premier directeur du cabinet civil d'Idriss Déby en 1991 puis le premier président de l'université de N'Djaména. Il est ensuite le coordonnateur national du projet pétrole de Doba, après avoir été représentant du Tchad auprès du consortium pétrolier Exxon, à Houston (1997) d'où il a noué des liens étroits avec des pétroliers texans.
Il est également professeur à l'université de N'Djaména (Faculté des sciences exactes et appliquées).
Un mandat d'arrêt international est émis par le Tchad contre Tom Erdimi et son frère jumeau Timan Erdimi en 2007. Il est parmi les 12 personnes condamnées à mort par contumace par un tribunal tchadien le 15 août,.
Dans l'incapacité de revenir au Tchad, il vit un temps à Houston aux États-Unis. Il serait à la tête du site Tchadactuel.
En 2020, Tom Erdimi est présent en Égypte. La famille déclare qu'il était en Égypte avec le statut de réfugié avant d'être arrêté. En octobre 2021, la famille Erdimi annonce vouloir saisir le Comité des droits de l'homme de l'ONU pour savoir où est Tom Erdimi. En janvier 2022, alors que le nouveau président Mahamat Idriss Déby tente de mettre en place un dialogue national avec les factions armées, un membre de la famille Erdimi a l'autorisation de rencontrer Tom Erdimi. Celui-ci est en vie et est détenu à la prison de Tora près du Caire (sans que la raison de sa détention soit connue),.
En septembre 2022, alors que le « dialogue national inclusif souverain » tchadien est en cours, Tom Erdimi est gracié par le président égyptien Abdel Fattah al-Sissi est sort de prison en Égypte. Il revient à N'Djaména peu après. Après la fin du dialogue national inclusif souverain en octobre, un nouveau gouvernement est nommé. Tom Erdimi est nommé ministre d'État, ministre de l'Enseignement supérieur, de la Recherche scientifique et de l'Innovation du gouvernement du Premier ministre Saleh Kebzabo,. En janvier 2024, Erdimi est reconduit dans le gouvernement de Succès Masra, puis dans celui d'Allamaye Halina,. Le 6 février 2025, il est reconduit dans le gouvernement Halina II.